# Onoway
Onoway är en ort i Kanada.   Den ligger i provinsen Alberta, i den centrala delen av landet, 2 900 km väster om huvudstaden Ottawa. Onoway ligger 711 meter över havet och antalet invånare är 1 039.
Terrängen runt Onoway är platt. Runt Onoway är det mycket glesbefolkat, med 3 invånare per kvadratkilometer.. Onoway är det största samhället i trakten. 
Trakten runt Onoway består till största delen av jordbruksmark.